# Башмачок шансийский
Башмачок шансийский (лат. Cypripédium shanxiense)  — травянистое растение; вид секции Cypripedium рода Башмачок семейства Орхидные.
Относится к числу охраняемых видов (II приложение CITES).
Китайское название: 山西杓兰 shan xi shao lan.
Описан из Китая (провинция Шаньси). Вид получил свое название в честь центрально-китайской провинции Шаньси (не путать с ее западным соседом, провинцией Шэньси), где этот вид был обнаружен впервые.

## Распространение и экология
Китай (Ганьсу, Хэбэй, Внутренняя Монголия, Цинхай, Шаньси, Сычуань), Япония (Хоккайдо), Россия (юго-восток Читинской, юго-западная часть Амурской области, юг и восток Хабаровского края, Приморье и Сахалин (отмечен только в одном пункте Макаровского района)), Северная Корея. 
Тенистые широколиственные и смешанные разнотравные леса и их опушки, травянистые склоны на высотах 1000—2500 метров над уровнем моря. Вид плохо заметен в природе, легко пропускается коллекторами, из-за чего плохо представлен в гербарных коллекциях.

## Ботаническое описание
Травянистый многолетник 30—65 см высотой. Корневище более или менее укороченное, ветвистое, с многочисленными жёсткими корнями. Стебель прямостоячий, опушенный, с 3—4 листьями. 
Листовая пластинка от эллиптической до яйцевидно-ланцетной, 7—15 × 4—8 см, иногда покрыта ворсинками к абаксиальному основанию и по венам на обеих поверхностях. 
Соцветие терминальное, 2-цветковое, реже 1- или 3-цветковое. Прицветники листовидные, 5,5—10 × 1—3 см, обе поверхности опушённые по жилкам. Цветки от охристо-коричневого до пурпурно-коричневого цвета, с более тёмными жилками. Стаминодий белый с несколькими пурпурно-коричневыми пятнами. Спинные чашелистики ланцетные или яйцевидно-ланцетные, 2,5—3,5 × примерно 1 см, парус похож на спинной чашелистник. Лепестки узко ланцетные или линейные, 2,7—3,5 × 0,4—0,5 см, заострённые; губа обратнояйцевидная, или почти сферическая, желтовато-бурая, зеленовато-бурая, желтовато-коричневая или коричневая, 1,6—2 × примерно 1,3 см, снаружи голая, внутренняя поверхность опушённая. Стаминодий желтовато-белый, с зеленовато-бурыми, бурыми или красновато-коричневыми штрихами и крапинами на верхней поверхности, продолговато-овальный, 7—9 × 3,5—5 мм. Колонка и тычинки желтовато-белые. Рыльце неясно 3-х лопастное.
Цветки этого вида не являются привлекательными для насекомых. После открытия цветка тычиночные нити постепенно изгибаются, прижимая пыльники к бокам рыльца осуществляя самоопыление. Таким образом успешно компенсируется недостаточная частота перекрёстного опыления. 
Кариотип: 2n = 20.
Цветение в мае-июне.
В местах контакта легко гибридизирует с Cypripedium calceolus образуя фертильные гибриды способные к возвратному скрещиванию. Предполагается, что на территории Дальнего Востока, такие гибриды встречаются чаще, чем Cyp. shanxiense в "чистом виде". Эти гибриды описаны под названием Cypripedium ×microsaccos Kraenzlin, 1913.

## В культуре
Редко присутствует в торговле. Возможно его агротехника сходна с таковой Cypripedium calceolus. 
Зоны морозостойкости: 4—6.